# Fernand Vandernotte
Fernand Auguste Henri Marius Vandernotte (Tillières, 12 de julio de 1902-Saint-Nazaire, 20 de enero de 1990) fue un deportista francés que compitió en remo. Fue hermano del también remero Marcel Vandernotte.
Participó en dos Juegos Olímpicos de Verano en los años 1932 y 1936, obteniendo una medalla de bronce en Berlín 1936 en la prueba de cuatro con timonel. Ganó cuatro medallas en el Campeonato Europeo de Remo entre los años 1930 y 1935.

## Palmarés internacional
| Juegos Olímpicos   | Juegos Olímpicos   | Juegos Olímpicos  | Juegos Olímpicos   |
| Año                | Lugar              | Medalla           | Prueba             |
| ------------------ | ------------------ | ----------------- | ------------------ |
| 1936               | Berlín (Alemania)  | Medalla de bronce | Cuatro con timonel |
| Campeonato Europeo |                    |                   |                    |
| Año                | Lugar              | Medalla           | Prueba             |
| 1930               | Lieja (Bélgica)    | Medalla de bronce | Dos sin timonel    |
| 1933               | Budapest (Hungría) | Medalla de bronce | Dos con timonel    |
| 1934               | Lucerna (Suiza)    | Medalla de plata  | Cuatro con timonel |
| 1935               | Berlín (Alemania)  | Medalla de plata  | Cuatro con timonel |